# ORP Generał Szeptycki (1920)
ORP Generał Szeptycki (ex-H 6) – polski rzeczny statek uzbrojony, dawny rosyjski holownik „Prytkij”. 
Zbudowany w latach 90. XIX wieku lub na początku XX wieku, został zdobyty w Czarnobylu przez Wojsko Polskie i służył w Flotylli Rzecznej Marynarki Wojennej od maja 1920 roku do września 1939 roku. Nazwę otrzymał na cześć generała Stanisława Szeptyckiego. Wziął udział w kampanii wrześniowej, został zniszczony przez załogę 18 września 1939 roku. Po wydobyciu przez Sowietów i remoncie, w 1941 roku został wcielony do Flotylli Dnieprzańskiej pod nazwą „Nieman”. Po ataku Niemiec na ZSRR statek trafił w ręce Niemców, którzy włączyli go do Dnieprflottille pod oznaczeniem Pi D-5. Dalsze losy jednostki są nieznane. W ciągu swojej służby była czterokrotnie samozatapiana: dwukrotnie w 1920 roku, we wrześniu 1939 roku i we wrześniu 1941 roku.

## Historia

### Wojna polsko-bolszewicka
Pierwotnie był to rosyjski holownik o nazwie „Prytkij” (ros. „Прыткий”). Został zbudowany w latach 90. XIX wieku lub na początku XX wieku dla jednej z flotylli rzecznych Imperium Rosyjskiego. Jednostka, wchodząca w 1920 roku w skład radzieckiej Dnieprzańskiej Flotylli Wojennej, służyła na Prypeci podczas wojny polsko-bolszewickiej. 25 kwietnia wzięła udział w walkach z polskimi okrętami pod Koszarówką, otrzymując trafienie w kocioł z pocisku armatniego kal. 75 mm wystrzelonego z dowodzonej przez por. mar. Stefana de Waldena pancernej łodzi motorowej MP 1. Na pokładzie wybuchł pożar, a po jego opanowaniu statek został odholowany do Czarnobyla. 27 kwietnia wojska polskie zdobyły Czarnobyl, a w nim m.in. 15 jednostek pływających, w tym wyciągniętego na brzeg, uszkodzonego „Prytkiego”. Po przeprowadzeniu remontu, statek 23 maja wcielono do Flotylli Pińskiej jako holownik pod oznaczeniem H 6. Do czasu kontrofensywy Armii Czerwonej jednostka stacjonowała w Kijowie. Od 10 do 25 lipca statek, wraz z resztą Flotylli Pińskiej, uczestniczył w walkach odwrotowych. 25 lipca 1920 roku H 6 został (wraz z kilkunastoma innymi jednostkami) samozatopiony za pomocą ładunków wybuchowych na Pinie na podejściach do Pińska, gdyż nie mógł się wycofać z powodu niskiego stanu wody na Prypeci i Kanale Królewskim. Załogi zatopionych jednostek zostały ewakuowane przez Brześć do Torunia, wchodząc następnie w skład Flotylli Wiślanej (Flotylla Pińska została rozformowana). Statek został wydobyty przez Rosjan i odholowany w rejon Mostów Wolańskich, po czym uszkodzono go i zatopiono podczas odwrotu wojsk bolszewickich z rejonu Polesia.

### Okres międzywojenny

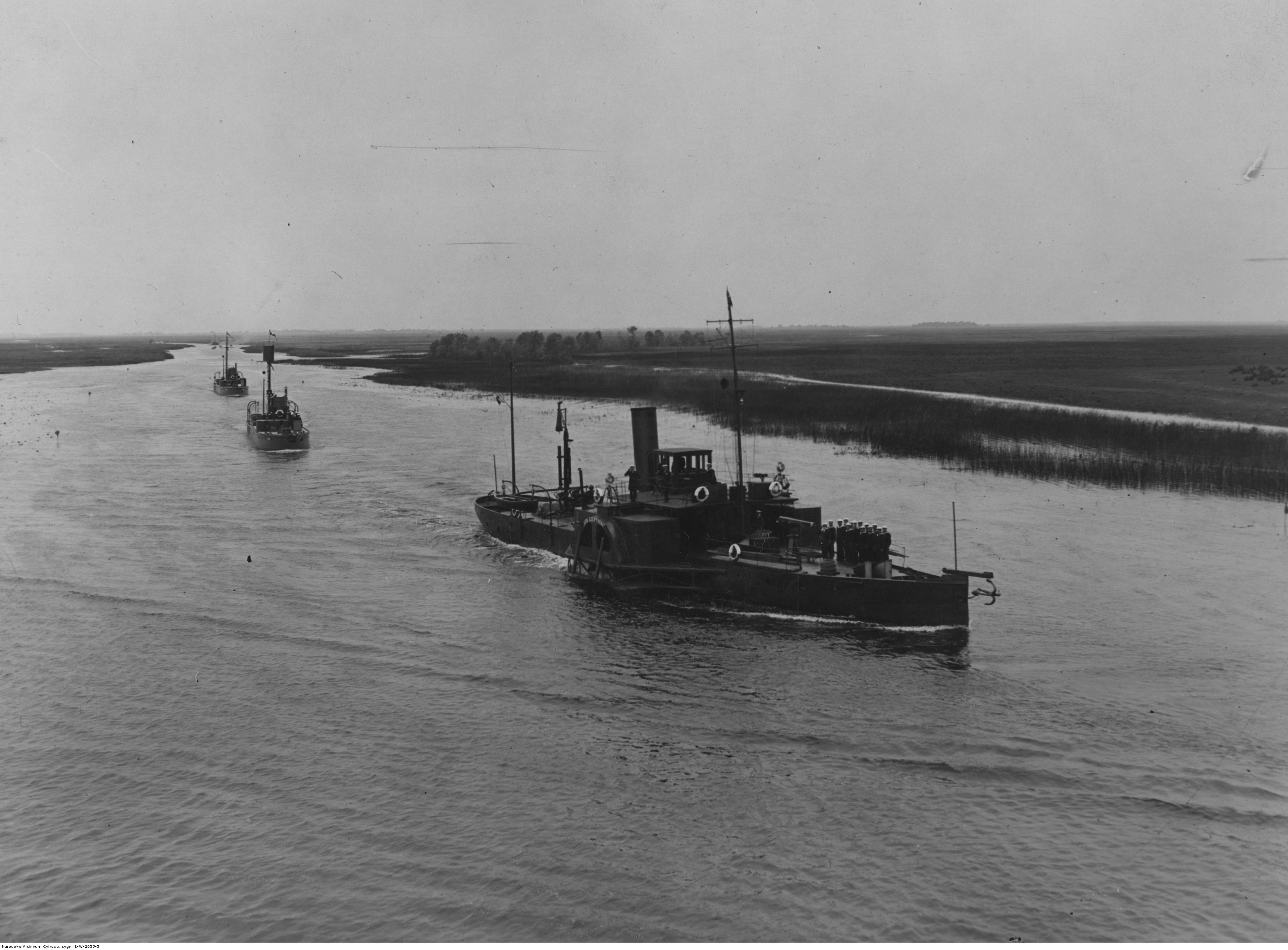
„Generał Szeptycki” i dwa monitory na Prypeci

Po ponownym zajęciu Polesia, H 6 został wydobyty przez Pogotowie Techniczne Flotylli Pińskiej w listopadzie 1920 roku, pomyślnie przechodząc w 1921 roku weryfikację stanu technicznego, przeprowadzoną przez komisję powołaną przez Departament dla Spraw Morskich. W 1922 roku statek został wyremontowany w warsztatach portowych w Pińsku z myślą o służbie w reaktywowanej Flotylli Pińskiej. W tym roku jednostka otrzymała nazwę „Generał Szeptycki”, na cześć generała Stanisława Szeptyckiego, ówczesnego dowódcy 4. Armii, której działania w kwietniu 1920 roku doprowadziły do przejęcia „Prytkiego” i innych jednostek pływających. Pełniła rolę uzbrojonego statku minowego. Statek otrzymał uzbrojenie składające się z dwóch pojedynczych dział wz. 1897 kal. 75 mm oraz czterech pojedynczych ciężkich karabinów maszynowych Maxim wz. 08 kal. 7,92 mm, a także min typu Rybka. 
W 1924 roku dowódcą jednostki był por. mar. Stefan Jacynicz. 1 maja 1925 roku ORP „Generał Szeptycki” rozpoczął kampanię letnią. W nocy 19 czerwca podczas remontu na okręcie wybuchł pożar, który jednak nie spowodował poważniejszych zniszczeń. Po zakończeniu remontu, w dniach 20–25 lipca jednostka uczestniczyła w strzelaniu artyleryjskim. W lecie „Generałowi Szeptyckiemu” przydzielono pozyskany z Morskiego Dywizjonu Lotniczego ślizgacz typu Farman. Od 30 października jednostkę przeniesiono w stan konserwacji, a na jej pokładzie pozostawiono załogę szkieletową.
W 1927 roku „Generał Szeptycki” został przyporządkowany do 1. dywizjonu bojowego Flotylli. Jego dowódcą był w tym czasie por. mar. Czesław Resiński, a prócz niego na pokładzie przebywało 23 podoficerów i marynarzy. Okręt uczestniczył czynnie w kampanii 1927 roku, rozpoczynając ją 1 maja i kończąc dopiero 20 grudnia. Kampania letnia 1928 roku rozpoczęła się dla statku minowego w dniu 1 kwietnia (wraz z należącymi do 1. dywizjonu monitorami OORP „Kraków” i „Wilno” i motorówkami M 5, M 22, M 23 i M 24), a jej zakończenie odbyło się 15 października. Załoga jednostki składała się wówczas z dwóch oficerów oraz 25 podoficerów i marynarzy.
15 kwietnia 1929 roku ORP „Generał Szeptycki” rozpoczął kolejną letnią kampanię, przyporządkowany do 3. dywizjonu bojowego (który tworzyły ponadto monitory OORP „Toruń” i „Pińsk” oraz 3. grupa kutrów uzbrojonych), prawdopodobnie wyposażony w demontowalny pancerz opracowany w latach 1926–1927 przez biuro konstrukcyjne warsztatów portowych Flotylli. Dowódcą jednostki był wówczas ppor. mar. Józef Mostowik, który otrzymał podczas kampanii awans na stopień por. mar.. ORP „Generał Szeptycki” pełnił rolę okrętu dowodzenia dywizjonu, mającego zapewniać łączność z dowództwem przy użyciu radiostacji. 30 września wszystkie jednostki 3. dywizjonu zostały odstawione do rezerwy, a ich załogi zakwaterowano na dywizjonowych krypach mieszkalnych.

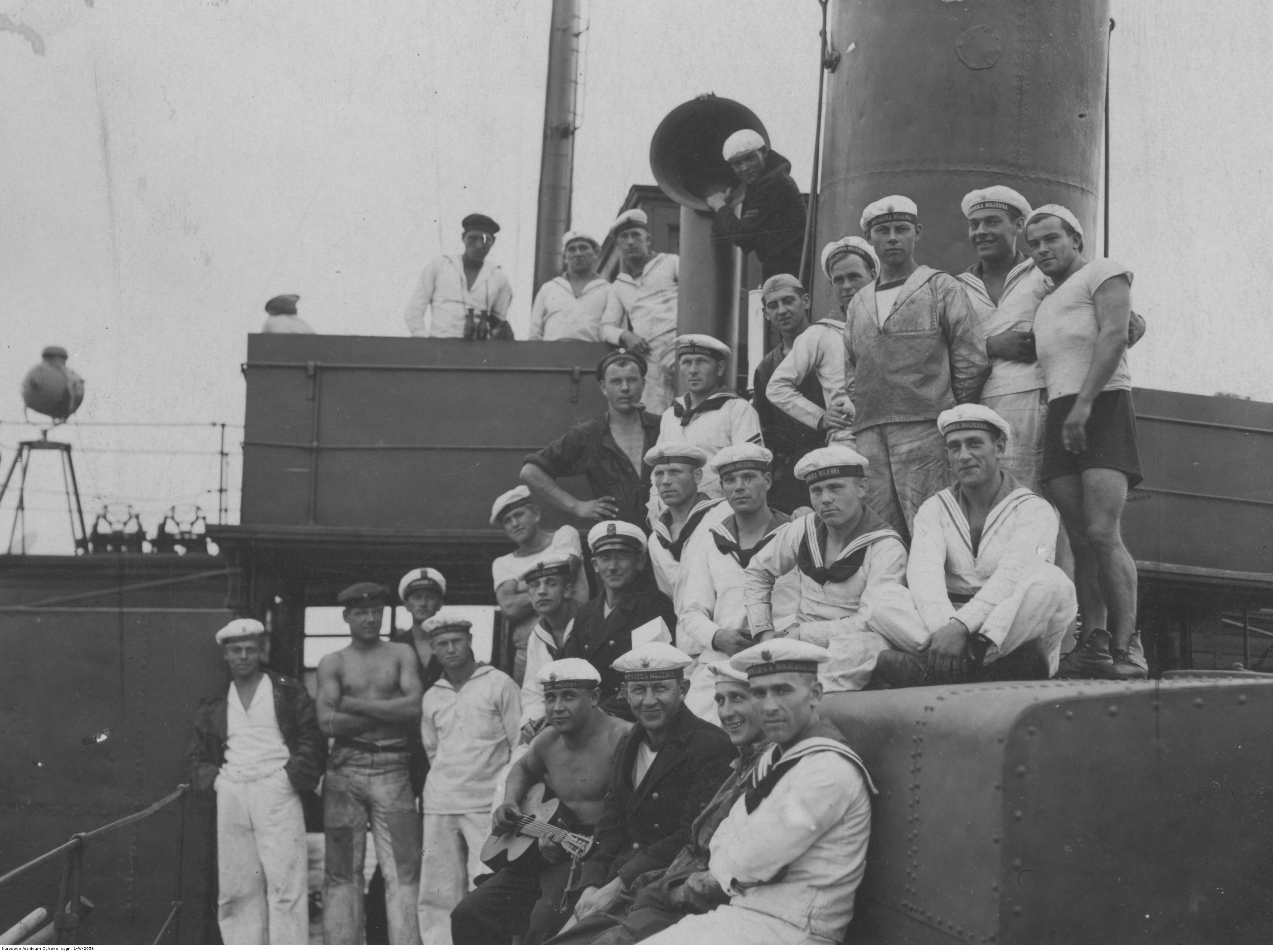
Załoga statku uzbrojonego ORP „Generał Szeptycki” w 1930 r.

1 maja 1930 roku jednostki tworzące 3. dywizjon bojowy (w niezmienionym w stosunku do poprzedniego roku składzie) rozpoczęły kampanię letnią. Pierwszy jej etap odbył się na dolnym odcinku Prypeci i Horynia w dniach 6–28 maja i obejmował szkolenie załóg w ramach pojedynczego okrętu; drugi etap kampanii (29 maja – 8 sierpnia) obejmował szkolenie taktyczne dywizjonów, Oddziału Łączności i Rzecznego Plutonu Lotniczego oraz 4-tygodniowe ćwiczenia minowo-trałowe. Trzeci etap, przeprowadzony między 7 sierpnia a 28 września, obejmował strzelania poligonowe oraz ćwiczenia w dowodzeniu zespołami i użyciu całej Flotylli w walce, w tym we współdziałaniu z wojskami lądowymi; czwarty (29 września – 15 października) wykorzystany został na ćwiczenie możliwości odwrotu przy niskim stanie wód. Jednostki 3. dywizjonu zakończyły kampanię 15 listopada. 
W kwietniu 1931 roku wcielono do służby krypę minowo-gazową K 5 (nazwaną w 1933 roku „Mątwa”) i od tego czasu ORP „Generał Szeptycki” pełnił rolę statku uzbrojonego. Okręt rozpoczął kampanię 1931 roku w dniu 1 maja, razem z pozostałymi jednostkami 3. dywizjonu bojowego. Flotylla przeprowadziła ćwiczenia na Prypeci, Strumieniu, Jasiołdzie, jeziorze Horodyszcze, Prostyrze i Horyniu, bazując w Horodyszczu, Starych Koniach, Bereźcach, Stachowie, Wolańskich Mostach, Nyrczy, Dawidgródku oraz Przewozie Kozaka i powracając na przełomie każdego miesiąca (oprócz przełomu lipca i sierpnia) do Pińska. 17 października 1931 roku Flotylla Pińska została przemianowana na Flotyllę Rzeczną Marynarki Wojennej, a 25 października „Generał Szeptycki” zakończył kampanię i trafił do rezerwy.
Kolejną kampanię letnią okręt rozpoczął 1 maja 1932 roku, wraz z resztą jednostek tworzących 3. dywizjon bojowy. Flotylla operowała na wodach nadgranicznych w rejonie Przewozu Kozaka, a także na środkowym Strumieniu, Prostyrze oraz Horyniu. 15 października „Generał Szeptycki” został odstawiony do rezerwy, obsadzony przez załogę szkieletową. W kwietniu 1933 roku szef Kierownictwa Marynarki Wojennej, kontradmirał Jerzy Świrski przedstawił plan rozbudowy Floty, w którym m.in. znajdowała się przebudowa OORP „Generała Szeptyckiego”, „Generała Sikorskiego” i „Hetmana Chodkiewicza” na okręty obrony przeciwlotniczej. Ostatecznie jednak fundusze pozwoliły na przebudowę jedynie dwóch jednostek („Generała Sikorskiego” i „Hetmana Chodkiewicza”), choć przebudowa „Generała Szeptyckiego” nadal znajdowała się w planach (z terminem realizacji do 1940 roku). 1 maja większość okrętów 3. dywizjonu (OORP „Generał Szeptycki”, „Toruń” i 3. grupa kutrów uzbrojonych) rozpoczęła kampanię czynną. Podczas jednego z rejsów na okręcie doszło do uszkodzenia steru. 22 lipca okręt wziął udział w konkursie zorganizowanym na koniec strzelań artyleryjskich, zajmując w kategorii statków uzbrojonych 1. miejsce (obsługa dziobowego działa kal. 75 mm). 17 października „Generał Szeptycki” zakończył kampanię 1933 roku.
1 maja 1934 roku ORP „Generał Szeptycki” rozpoczął kampanię letnią, wraz z większością głównych okrętów Flotylli. Jednostki działały w oparciu o Terebień, Horodyszcze, Nyrczę, Mosty Wolańskie i Przewóz Kozaka, prócz rejsów ćwiczebnych i doskonalących przeprowadzając ostre strzelania na strzelnicy bojowej batalionu KOP „Dawidgródek" w Chorsku (w dniach 11–16 i 20–23 czerwca, 17–18 i 23–28 lipca oraz 7–8 sierpnia). W sierpniu 1934 roku dowództwo okrętu sprawował por. mar. Ignacy Rarot, a bosmanem okrętowym był Ludwik Stefański. Na pokładzie jednostki zaokrętowane było też dowództwo 3. dywizjonu bojowego w składzie: kpt. mar. Konstanty Łączkowski (dowódca), kpt. mar. Wacław Fiutak (oficer artyleryjski) i kpt. mar. Ludwik Schäfer (oficer mechanik). Zakończenie kampanii odbyło się 15 października, kiedy to okręt trafił do II rezerwy.
Kampanię czynną 1935 roku 3. dywizjon bojowy (OORP „Generał Szeptycki”, „Toruń”, „Pińsk” oraz 3. grupa kutrów uzbrojonych) rozpoczął w dniu 1 maja. Program obejmował rejsy po Pinie, Prostyrze, Prypeci i Horyniu, a okręty zakończyły kampanię w dniu 1 października. Załoga jednostki składała się wówczas z dwóch oficerów oraz 37 podoficerów i marynarzy. W 1936 roku kampania letnia dla większości jednostek pływających Flotylli Rzecznej rozpoczęła się również 1 maja, a okręty realizowały szkolenie w Horodyszczu, Mostach Wolańskich, Nyrczy i Dawidgródku. 1 października OORP „Generał Szeptycki” i „Pińsk” skierowano do rezerwy, a 8 października obie jednostki ze względów oszczędnościowych trafiły do stanu bez kampanii i rezerwy. Z powodu ograniczeń budżetowych ciągle w zawieszeniu była sprawa przebudowy „Generała Szeptyckiego” na okręt obrony przeciwlotniczej, przesuwana na kolejne lata (jej koszt miał wynieść 120 000 złotych).
Kampania letnia w 1937 roku rozpoczęła się prawdopodobnie 1 maja. 1 lipca usunięto z monitorów i statków uzbrojonych nazwy własne, w celu utrudnienia przeciwnikowi rozpoznania okrętów. 1 września OORP „Generał Szeptycki” i „Generał Sikorski” zostały odstawione do rezerwy. W 1938 roku kampania czynna rozpoczęła się prawdopodobnie w maju. Na przełomie września i października, podczas kryzysu związanego z zajęciem Zaolzia, powodującego napięcie w stosunkach z ZSRR, okręty Flotylli zostały postawione w stan pogotowia wojennego, przygotowując się do zaminowania i zablokowania Prypeci (po wyrażeniu zgody przez rząd Czechosłowacji na zajęcie spornych ziem odwołano pogotowie wojenne i zakończono kampanię).

### Mobilizacja i kampania wrześniowa
Po wysunięciu przez Niemcy żądań terytorialnych i politycznych wobec Polski i ich ujawnieniu wiosną 1939 roku, 23 marca zarządzono częściową mobilizację Flotylli, w tym „Generała Szeptyckiego”. Po odrzuceniu żądań niemieckich w dniu 26 marca pogotowie wojenne odwołano. 1 czerwca ORP „Generał Szeptycki” został odstawiony do rezerwy (prawdopodobnie w celu wymiany lub wzmocnienia uzbrojenia przeciwlotniczego). Kolejną mobilizację ogłoszono 27 sierpnia 1939 roku, a jej przeprowadzenie nie napotkało na trudności, gdyż okręty były w trakcie kampanii letniej. Jednostki zostały przesunięte na wody w pobliżu Pińska, gdzie zostały zamaskowane i większości przemalowane w barwy ochronne (kamuflaż składał się z różnej wielkości i kształtu plam w kolorach czarnym, ciemnobrązowym i szarym, na tle zgniłej zieleni). 
W momencie wybuchu ataku Niemiec na Polskę okręt (dowodzony przez ppor. mar. rez. Wacława Przyjemskiego) znajdował się w porcie w Pińsku, w związku z prowadzonymi na nim pracami remontowymi (jednostka pełniła rolę okrętu dowodzenia w 3. dywizjonie bojowym). 3 września „Generał Szeptycki” opuścił Pińsk, chcąc udać się na wschód w celu zajęcia pozycji ogniowej, jednak z powodu niskiego stanu wód dotarł zaledwie do rozwidlenia Piny ze Strumieniem i musiał zawrócić (i to mimo dokonanego podczas remontu demontażu pancernych masek dział kal. 75 mm). Wobec zagrożenia bombardowaniem Mostów Wolańskich przez Luftwaffe, 5 września dowódca Flotylli kmdr Witold Zajączkowski wysłał w rejon wsi Koźlakowicze (5 km w górę Piny) „Generała Szeptyckiego", który miał spełniać rolę baterii pływającej osłaniającej Pińsk od zachodu (sprawować kontrolę nad szosą Pińsk – Brześć) i ewentualnie prowadzić ogień przeciwlotniczy do samolotów lecących na niskim pułapie (dzięki zdjęciu masek ochronnych zwiększeniu uległy kąty podniesienia luf.
13 września „Generał Szeptycki” wszedł w skład Samodzielnej Grupy Operacyjnej „Polesie”, z zadaniem ochrony mostu drogowego w Pińsku i zwodzonego mostu pontonowego pod Stetyczowem na Strumieniu. Działania te miał podjąć we współpracy z dwoma odwodowymi batalionami marynarskimi SGO i w tym celu na statku uzbrojonym zaokrętowano dowódcę stacjonującej we wsi Damaszyce 2. kompanii 1. batalionu kpt. mar. w st. sp. Rudolfa Kuzio, który 
nazajutrz, po przekazaniu dowodzenia kompanii por. mar. Franciszkowi Rydzewskiemu, objął komendę nad okrętem. Po agresji radzieckiej dowódca SGO „Polesie” gen. bryg. Franciszek Kleeberg nakazał 17 września zniszczenie i zatopienie jednostek pływających Flotylli Pińskiej z powodu niemożliwości ewakuacji ze względu na niskie stany wód. ORP „Generał Szeptycki” otrzymał jednak rozkaz obrony dostępu do Pińska od zachodu do czasu przewidywanego zajęcia miasta przez Armię Czerwoną, a wtedy dowódca miał zniszczyć statek wraz ze stojącymi nieopodal krypami i z załogą dotrzeć do Morocznej. 17 września o godz. 11:00 okręt odpędził ogniem działa kal. 75 mm nadlatujący od zachodu nad Pińsk niemiecki samolot bombowy, jednak przy późniejszym nalocie dwóch radzieckich bombowców nie mógł otworzyć ognia z powodu operowania samolotów na wyższym pułapie.
18 września załamany nerwowo dowódca „Generała Szeptyckiego”, kpt. mar. w st. sp. Rudolf Kuzio nakazał zejście załogi i samozatopienie jednostki (po zdemontowaniu oraz wyrzuceniu za burtę uzbrojenia i amunicji). Okręt został podpalony około południa w odległości 6 km od Pińska w rejonie wsi Koźlakowicze, a pozostała jeszcze dziesięcioosobowa załoga udała się do Pińska. Za niewykonanie rozkazu obrony miasta do momentu wkroczenia Sowietów poprzez przedwczesne zniszczenie okrętu dowódca jednostki oraz jego zastępca (ppor. mar. rez. Wacław Przyjemski) zostali aresztowani 19 września i oddani pod sąd wojenny, jednak z powodu ewakuacji do rozprawy nie doszło i oficerowie zostali zwolnieni. Tego dnia wieczorem dziesięcioosobowa grupa marynarzy z ORP „Generał Szeptycki” pod dowództwem bsmt rez. Zenona Korolko wysłano z Pińska z zadaniem ochrony mostu kolejowego w Horodyszczu (marynarze powrócili do Pińska o godz. 10:00 20 września, po zluzowaniu przez trałowce rzeczne z sekcjami minerskimi, mające zniszczyć most).

### Służba we flotach radzieckiej i niemieckiej
Okręt został wydobyty przez służbę awaryjno-ratowniczą Dnieprzańskiej Flotylli Wojennej (przy pomocy specjalistów z przedsiębiorstwa robót ratowniczych i podwodnych EPRON) do 12 listopada 1939 roku i po remoncie i przebudowie w Kijowie wcielony do służby we Flotylli Dnieprzańskiej pod nazwą „Nieman” (ros. „Неман”) jako samodzielna baza pływająca w 1941 roku. Po ataku Niemiec na ZSRR „Nieman” został zatopiony we wrześniu 1941 roku na Dnieprze. Jednostka została wydobyta przez Niemców i odholowana do Kijowa, po czym wyremontowana i prawdopodobnie włączona do niemieckiej flotylli rzecznej (niem. Dnieprflottille) pod oznaczeniem Pi D-5. Dalsze losy jednostki są nieznane.

## Dane taktyczno-techniczne
Jednostka była statkiem rzecznym o długości między pionami 41,6 metra, szerokości 6 metrów i zanurzeniu 0,5 metra. Wolna burta wynosiła 2,15 metra. Wyporność wynosiła 163 tony. Siłownię jednostki stanowiła maszyna parowa potrójnego rozprężania o mocy 175 KM. Prędkość maksymalna bocznokołowca wynosiła 14 km/h (7,5 węzła).
Jednostka była uzbrojona w dwa pojedyncze działa wz. 1897 kalibru 75 mm i cztery pojedyncze ciężkie karabiny maszynowe Maxim wz. 08 kal. 7,92 mm. Na początku lat 30. armaty kal. 75 mm na statkach uzbrojonych zamieniono w czasie pokoju na armaty kal. 47 mm (etat wojenny przewidywał nadal działa kal. 75 mm). Okręt mógł przenosić także miny typu Rybka. Opancerzenie jednostki miało grubość 6–8 mm.
W toku służby okręt został wyposażony w radiostację nadawczą R-1 (RKM/O) i odbiorczą R-21 (RKM/O-D), a od 1935 roku także w krótkofalową radiostację nadawczo-odbiorczą R-36 (Z-51).
Liczebność załogi jednostki była zmienna i składała się od 24 do 39 oficerów, podoficerów i marynarzy.